# Budai Bernadett
Budai Bernadett, szül. Bugyik Bernadett (Budapest, 1979. március 31. –) politológus, politikus, a Magyar Szocialista Párt szóvivője.

## Tanulmányai
1999–2004 között ELTE Állam- és Jogtudományi Karon politológiát tanult, 2005-től a Budapesti Corvinus Egyetem Politikatudományi Doktori Iskolában doktorandusz hallgató volt, 2003-tól a Budapesti Gazdasági Főiskola Külkereskedelmi Főiskolai Karán nemzetközi kommunikációt hallgatott. Középfokú angol és felsőfokú német nyelvismerettel rendelkezik. 2005 januárjában vezetéknevét hivatalosan is Bugyikról Budaira változtatta.

## Munkahelyei
2002 szeptemberétől 2007 júniusáig a Vision Consulting Kommunikációs Tanácsadó és Stratégiai Elemző Kft.-nél dolgozott politikai elemzőként, miközben 2005 júniusától 2006 júniusáig a Pénzügyminisztériumban kommunikációs tanácsadóként tevékenykedett.
2007 júniusában elfogadta a második Gyurcsány-kormány kormányszóvivői felkérését, mely tisztséget a Bajnai-kormány hivatalba lépése után is ellátta egészen 2009. november 1-jéig, amikor is az MSZP szóvivője lett. A 2010-es országgyűlési választásokon pártja Budapest 12. számú egyéni választókerületében indította, illetve felvette budapesti és országos listájára is, de nem szerzett mandátumot.

## Külső hivatkozások
- Budai Bernadett honlapja
- Budai Bernadett: A jó szóvivő közvetítő. Szarvas István. Hetedhéthatár, 2008. január 11.